# Christian Heinrich Schmid

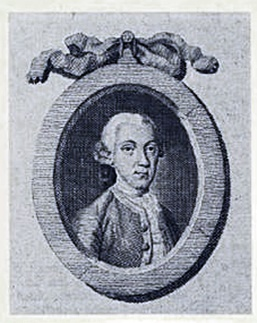
Zeitgenössisches Porträt

Christian Heinrich Schmid (* 24. November 1746 in Eisleben; † 22. Juli 1800 in Gießen) war ein deutscher Rechtswissenschaftler, Literaturwissenschaftler und Rhetoriker.

## Leben
Der Sohn des Bergkommissionsrates Johann Christian Schmid und dessen Frau Christiane Friderike († 18. März 1759 in Eisleben), der einzigen Tochter des Bürgermeisters von Eisleben Christian Ferdinand Wappendeusch, verlor bereits im Alter von dreizehn Jahren seine Mutter. Daher übernahm seine Großmutter mütterlicherseits, die Hofrätin Sophie Friedericke Wiesner (geb. Stiegleder), die Erziehung der Kinder. Bereits 1765 verstarb ein vierzehnjähriger Bruder. Außerdem zu seinen Brüdern zählten der Thüringer Bergvogt Ernst Rudolph Wilhelm Schmid (* 1753; † 5. Juni 1795 in Stolberg) und Karl Ferdinand Schmid, Professor der Ethik sowie außerordentlicher Professor des Natur- und Völkerrechts in Wittenberg.
Von seinem Vater vorgebildet, hatte er in der Folge mehrere Privatlehrer gehabt und das Gymnasium in Eisleben besucht. Auf Rat seines Stiefgroßvaters mütterlicherseits, dem Hofrat Johann Heinrich Wiesener, begann er 1762 an der Universität Leipzig ein Studium der Rechtswissenschaften. Aufgrund seiner Jugend beschäftigte er sich jedoch zuerst mit den philosophischen Wissenschaften. Seine Lehrer waren Johann Heinrich Winckler in Physik, Johann Gottlob Böhme in Geschichte, Gottfried Heinsius  sowie Georg Heinrich Borz in Mathematik. Daniel Gottlob Rudolph (1726–1768) erklärte ihm die alten Schriftsteller, Johann August Ernesti die Altertumswissenschaften und Christian Fürchtegott Gellert die schönen Wissenschaften. Unter jener Anleitung erwarb er 1766 den akademischen Grad eines Magisters der Philosophie. In dieser Zeit befreundete er sich mit dem Dichter Johann Benjamin Michaelis.
Nebenher besuchte er auch die juristischen Vorlesungen bei Ferdinand August Hommel, Johann Gottfried Sammet (1719–1796), Christian Heinrich Breuning, Georg Stephan Wiesand, Johann Ludwig Conradi, Friedrich Gottlieb Zoller und Christian Heinrich Wilke (1722–1776), um gemäß dem Wunsch seines Vaters ein guter Jurist zu werden. Ein kurzer Aufenthalt führte in nach Jena, wo er unter anderem Friedrich Just Riedel (1742–1785) und Heinrich Christian Boie kennenlernte. 1768 wurde er Kandidat an der juristischen Fakultät der Universität Erfurt, promovierte dort 1769 zum Doktor der Rechte und wurde im selben Jahr außerordentlicher Professor der Rechtswissenschaften, jedoch ohne Gehalt.
Im Jahre 1771 nahm er einen Ruf als ordentlicher Professor für Beredsamkeit (Rhetorik) und Poesie an der Universität Gießen an. Am 17. Dezember 1784 wurde er zum Hessisch-Darmstädtischen Regierungsrat ernannt. Er übernahm am 6. Januar 1787 die Funktion als stellvertretender Bibliothekar der Universitätsbibliothek Gießen und 1790 die Funktion als leitender Bibliothekar derselben.
1774 verheiratete sich Schmid in Gießen mit Sophie Christiane Susanne, der ältesten Tochter des Pfarrers in Miechelrieth Johann Christoph Schulz, einer Schwester des Gießener Superintendenten Schulz. Aus dieser Ehe ging am 12. März 1784 die Tochter Theodore Henriette Johanne Sophie hervor.

## Werke (Auswahl)
Schmid hatte eine Vielzahl von Fachbeiträgen in den literarischen Fachjournalen seiner Zeit hinterlassen. Ansonsten ist er als Lustspielautor, Lexikograph und Dichtkunstkenner in Erscheinung getreten.
- D. Simonides, s. de theologia poëtarum. Leipzig 1767
- Steeles Lustspiele, aus dem englischen. Leipzig 1767
- Sir Phantast, oder Es kann nicht seyn. ein Lustspiel aus dem Englischen des J. Crown. Bremen 1767
- Theorie der Poesie nach den neusten Grundsätzen und Nachricht von den besten Dichtern, nach den angenommenen Urtheilen. Leipzig 1767
- Zusätze zur Theorie der Poesie und Nachricht von den besten Dichtern. 1-4 Sammlung Leipzig 1768, 1769
- Johann Christian Rost vermischte Gedichte. Dresden (Halle) 1768, Leipzig 1770
- Diss. (pro Lic. jur.) de Ulpio Marcello (subpraes. Joh. Gottli. Segeri). Leipzig 1768
- Englisches Theater. 1. Teil Leipzig 1769, 2. u. 3. Teil Leipzig 1770, 4. Teil Leipzig 1771, 5. Teil Danzig 1773, 6. Teil Danzig 1776, 7. Teil Danzig u. Leipzig 1777
- Biographie der Dichter. 1. Teil Leipzig 1769, 2. Teil Leipzig 1770
- Diss. inaug (pro. Gr. Dr.) de lege Ateria Tarpeia. Leipzig 1769
- Die Parodie. ein Lustspiel. Leipzig 1769
- Die Reimsucht. ein Lustspiel, aus dem Französischen von Piron. Bremen 1769
- Anthologie der Deutschen. 1. Teil Leipzig 1770, 2. Teil Leipzig 1771, 3. Teil Leipzig 1772
- Almanach der teutschen Musen, auf die Jahre 1770-1781. Leipzig 1781
- Britisches Museum, oder Beiträge zur angenehmen Lectüre. aus dem Englischen übersetzt. 1-3. Teil Leipzig 1770–1771
- Fayel. Leipzig 1771
- Erscheinungen. Gießen 1771
- Das Parterre. Erfurt 1771
- Progr. (pro. Munere Profess.) de carminum genetibus mixtis. Gießen 1771
- Progr. de poesi epigrammatico – epica. Gießen 1771
- Progr. de poesi epigrammatico – pastoritis. Gießen 1772
- Progr. de poesi epigrammatico – lyrica. Gießen 1772
- Progr. de poesi epigrammatico –elegiaca. Gießen 1772
- Charakteristik der vornehmsten Europäischen Nationen. Leipzig 1772
- Theater Chronik. 1. Stück Gießen 1772
- Ueber einige Schönheiten der Emilia Galotti. Leipzig 1773
- Taschenbuch für Dichter und Dichterfreunde. 1. Abt. Leipzig 1773, 2. u. 3. Abt. Leipzig 1774, 4. U. 5. Abt. Leipzig 1775, 6. Abt. Leipzig 1776, 7. U. 8. Abt. Leipzig 1777, 9. U. 10. Abt. 1778, 11. Abt. Leipzig 1779, 12. Abt. Leipzig 1780
- Progr. de Jurisconsulto aesthetico. Gießen 1773
- Progr. quo duae in Aeneida Virgiliana observationes proponutur. Gießen 1773
- Ueber Götz von Berlichingen. Eine dramaturgische Abhandlung. Weygand, Leipzig 1774
- Progr. de comparandis ortibus nonullis elegantioribus nondum compatris. Gießen 1775
- Chronologie des teutschen Theaters. Leipzig 1775
- Will. Richardson über die wichtigsten Charaktere Shakespears. Leipzig 1775
- Leben Johann Benjamin Michaelis. Frankfurt/M. 1775
- Literatur der Poesie. 1. Teil Leipzig 1775
- Lebensbeschreibung der römischen Dichter, von Ludwig Crusius. 1. Bd. Halle 1777, 2. Bd. ebd. 1778
- Rührende Erzählungen, aus Dichtern übersetzt. Leipzig u. Frankfurt/M. 1778
- Theaterreden. Gießen 1778
- Preis der Gerechtigkeit und Menschenliebe, von dem Verfasser der Henriade. Leipzig 1778
- J. Aikins Versuch über die Anwendung der Naturphilosophie auf die Dichtkunst. Leipzig 1779
- D. de Boissy über die Sittlichkeit des Theaters. Halle 1780
- Friderike. Gotha 1780
- Joh. Benjam. Michaelis poetische Werke. Gießen 1780
- Das stumme Mädchen. Erlangen 1781
- Anweisungen der vornehmsten Bücher in allen Theilen der Dichtkunst. Leipzig 1781
- Abriß der Gelehrsamkeit für encyklopädische Vorlesungen. Berlin 1783
- Nekrolog, oder Nachrichten von dem Leben und den Schriften der vornehmsten verstorbenen teutschen Dichter. Berlin 1785
- Ueber ein Privilegium lateinisch zu reden. Gießen 1786
- Kommentar über Horazens Oden. Leipzig 1789
- Progr. in verba Ovidii: est aliquid, fatale malum per verba lenare; ad aud. Orat. Fun. In obit. Imp. Josephi II. Gießen 1790
- Klarisse, oder Geschichte eines jungen Frauenzimmers. Mannheim 1790
- Progr. illustrat. Virg. Aeneid. IX, 486: nes te tua funera mater prodoxi, continens, ad aud. Orat. Fun. In obit. Imperat. Leopoldi II. Gießen 1792
- Progr. illustrat. Horat. Satyr. Lib. I, v. 64-101. Gießen 1792